# 五突艾蛛
五突艾蛛（学名：Cyclosa pentatuberculata）为园蛛科艾蛛属的动物。在中国大陆，分布于四川、湖南等地。该物种的模式产地在四川、湖南。